# Charqueada de Cima
Charqueada de Cima é uma comunidade rural localizada no município de Imbaú, no Paraná.